# Religionsethnologie
Religionsethnologie (lateinisch religio „gewissenhafte Berücksichtigung“, altgriechisch ethnos „Volk“, und -logie) ist ein Fachgebiet der Ethnologie (Völkerkunde) und untersucht die traditionellen Religionen von ethnischen Gruppen und indigenen Völker weltweit, in Abgrenzung zur Religionssoziologie vor allem bei (ehemals) schriftlosen Kulturen. Religionsethnologie ist somit auch ein Teilbereich der Religionswissenschaft. Sie beschäftigt sich vornehmlich mit folgenden Fragen:
- Wie ist Religion in unterschiedlichen  Gesellschaften in den Gesamtzusammenhang der Kultur eingebettet?
- Wie wird Religion untersucht?

Es geht dabei in der Regel nicht um theologisch-philosophische Wahrheitsdebatten, sondern es wird versucht, Fragen zur gesellschaftlichen und individuellen Relevanz religiöser Anschauungen, Handlungsweisen und Erzeugnisse zu beantworten. Daher wird in der Forschung auch eher gelebte Religion beobachtet und weniger dozierte Religion ausgelegt. Da sie als Beobachter aber zu verstehen versucht, enthält sie sich bewusst eines wertenden Standpunkts.
Spezifizierte Teilgebiete der Religionsethnologie sind die Religionsethnographie und die Religionsethnohistorik.
Forschungsgegenstand der Religionsethnologie sind beispielsweise Mythen, Riten und Rituale, Opfer, Denkweisen, Zusammenhänge zwischen Wirtschaftsform, Sozialorganisation und Religion, sakrale Gegenstände, Umgang mit den Ahnen und Gottesvorstellungen.

## Geschichte
Als Begründer der Religionsethnologie gelten Edward B. Tylor (1832–1917), James George Frazer (1854–1941) und Émile Durkheim (1858–1917). Sie waren auch die ersten, die dabei den bewusstseinspsychologischen Aspekt in ihre religionsethnologischen Forschungen einbezogen haben. Das erste explizite Standardwerk Religions-Ethnologie (964) stammt von Carl August Schmitz (1920–1966).
1933 wurde die erste internationale Forschergruppe zum Thema Ethnology of Religion von Nils-Arvid Bringeusin Stockholm etabliert. Ihr Ziel war es, die religiösen Praktiken im Alltag zu untersuchen. Der Begriff hat sich jedoch nur im deutschen Sprachraum weitgehend durchgesetzt. Im angelsächsischen Sprachraum werden die Untersuchungen zu ethnischen Glaubenssystemen und religiösen Praktiken seit etwa 1940 überwiegend als anthropology of religion bzw. als kulturanthropologische Studien bezeichnet.
Frühe Ethnologen hatten sich vor allem mit der Frage nach dem Ursprung der Religion beschäftigt. Man glaubte in sog. „primitiven“ Gesellschaften eine frühe Entwicklungsstufe der Menschheit erkennen zu können. Daraus wurden dann evolutionistische Religionsmodelle abgeleitet (so John Lubbock, James Frazer, Edward Tylor). Der Religionssoziologe Émile Durkheim hatte jedoch einen weit größeren Einfluss auf die Entwicklung der Religionsethnologie als die eigentliche Pioniere des Faches.
Bis in die 1930er Jahre dominierte die Vorstellung eines stufenlosen Übergangs von der Magie bzw. vom Animismus zur Religion. Paul Radin kritisierte diese Vorstellung: Niemand könne bezweifeln, dass  Monotheismus auch in ursprünglichen Stammesgesellschaften verbreitet sei. Er erfordere eine permanente Devotion und setze im Unterschied zu „intermittierenden“ Kulten mit ihren situationsspezifischen Ritualen ein eher kontemplativ-philosophisches Temperament der Menschen voraus. Als Beispiel führt er die Muttergottheit Gauteovan der Kagaba in Kolumbien an, die nicht direkt im Gebet angesprochen und nicht durch Kulte verehrt wird. Allerdings liegt der Einwand nahe, dass bei vielen Stämmen erst der Einfluss von Missionaren den Zustand einer permanenten Devotion herbeigeführt hat.
Die evolutionistischen Theorien wurden auch von Bronisław Malinowski kritisiert, der schon in den 1920er Jahren einen funktionalistischen Ansatz vertrat, wodurch ein Paradigmenwechsel in der Religionsethnologie eingeleitet wurde. Von Malinowski stammt die Etablierung der wichtigsten Methode der Religionsethnologie, der teilnehmenden Beobachtung.
Der Strukturfunktionalismus Alfred R. Radcliffe-Browns orientierte sich an Émile Durkheim. Für ihn steht wie für Durkheim nicht die Rolle der Religion für das Individuum im Vordergrund, sondern ihre Rolle für die Stabilisierung der Gesellschaft durch Aufrechterhaltung von Gruppenstrukturen.
Evans-Pritchard verwandte sich in seinem Werk Theories of Primitive Religion (1965) gegen die Annahme, die afrikanischen Religionen seien „primitiv“. Ihm ging es nicht mehr um die gesellschaftliche Funktionen von Religion, sondern um die Rekonstruktion und das Verstehen religiöser Systeme gemäß ihrer eigenen Logik und aufgrund ihrer je eigenen Voraussetzungen. Dass es sich bei diesen Glaubenssystemen um Religion und nicht um Verehrung von Naturphänomenen, um Animismus oder Magie handelt, ist für Evans-Pritchard klar: Viele afrikanische Stämme wie z. B. die Nuer anerkennen Hochgötter als Weltenschöpfer und Beweger aller Dinge; doch im religiösen Leben werden sie nur in äußersten Krisensituationen angerufen, da sie zu weit entfernt oder zu gut sind. Daneben manifestieren sie sich in Geistern und Naturerscheinungen, die aber nur unter Bezugnahme auf Gott verstanden werden können.
Seit den 60er Jahren wandte man sich vermehrt der Analyse symbolischer Formen und damit der Inhalte der Religionen zu. Hier sind Mary Douglas und Victor W. Turner zu nennen, die eine interpretative Wende eingeleitet hatten, die sich auch in anderen Kulturwissenschaften wiederfinden lässt. Mary Douglas sah vor allem die Ordnung der Dinge, vor allem ihre Einteilung in „reine“ und „unreine“, als religiös sanktioniert an (Purity and Danger, 1966). Einen bedeutenden Einfluss auf diesen Paradigmenwechsel in der Ethnologie und Religionsethnologie hatte Clifford Geertz. Mit der Hinwendung von der Struktur zur Bedeutung und vom Funktionalen zum Inhaltlichen galt das Interesse nun der Erforschung von Symbolsystemen und symbolischen Handlungen in den verschiedenen Kultursystemen. Geertz definierte Religionen als universell verbreitete, aber gesellschaftliche spezifizierte Symbolsysteme, die einen Ordnungsrahmen der Welt generieren, diesen mit der Aura des Faktischen umgeben und dadurch das Handeln der Menschen anleiten und motivieren.
Ab den 1980er Jahren wurde jedoch auch dieser Ansatz einer Kritik unterzogen, da es in den außereuropäischen Kulturen keine Entsprechung zum Religionsbegriff gibt. In den Vordergrund des Interesses und der Kritik traten nunmehr der Ethnologe in seiner Rolle als westlich-universalistisch geprägter Autor und die Wirkung der von ihm verfassten Schriften auf die von ihm untersuchten (bzw. ignorierten oder unter Mithilfe von Missionaren und Kolonialbeamten erschaffenen oder zerstörten) Phänomene. So wurde die Unterscheidung zwischen der großen Tradition des brahmanischen Hinduismus und der lange ignorierten und dann abgewerteten, weil kaum auf Überlieferungen gegründeten „primitiven“ Volksreligion der breiten Massen als Ausdruck eines missionarisch-orientalistischen Diskurses interpretiert.
In neuester Zeit befasst sich die Religionsethnologie nicht mehr vorrangig mit den „fremden“ Glaubensvorstellungen der ethnischen Religionen, sondern untersucht religiöse Praktiken im Kontext von Migration, Transnationalität und Diaspora, die auch die Neuentstehung und Auflösung von ethnisch-religiösen Gruppen oder die Entstehung synkretistischer Volksreligionen und Erweckungsbewegungen fördern. Damit tritt eine Fragestellung in den Vordergrund, die bereits von Max Weber in seinem um 1914 verfassten Text über Typen religiöser Vergemeinschaftung skizziert wurde.

## Symbolforschung der Religionsethnologie
In Bezug auf die Religionswissenschaft besteht der wichtigste Beitrag der Religionsethnologie darin, dass sie die Aufmerksamkeit auf Symbolsysteme und deren Erforschung gerichtet hat. Claude Lévi-Strauss betrachtete es beispielsweise als Hauptaufgabe der Ethnologie, das symbolische Denken in seinen Grundstrukturen zu erforschen. Mit diesem Ansatz hat Levi-Strauss die Ethnologie hin zu einer Anthropologie der Kommunikation erweitert. Edmund Leach hat daraufhin komplexe Systeme von Klassifikationen und Nomenklaturen von Symbolen herausgearbeitet. Die Ethnologie richtet bei der Symbolforschung ihr Interesse vor allem auf Mythos und Ritual. Mary Douglas’ Ansatz versuchte die Zusammenhänge zwischen Ritualen und Gesellschaftsordnungen herzustellen. Zu diesem Zweck erforschte sie die Symbolik körperlicher Erfahrungen (z. B. „Reinheit“), die nach Douglas Vorstellungen von sozialer Ordnung und ritueller Inszenierung symbolisch vermitteln.
Victor W. Turner, ein Vertreter der Manchester School of Anthropology,  entwarf im Kontext der Ritualforschung eine Theorie religiöser Symbolik. Rituale stellen für ihn Konglomerate von Symbolen dar. Durch eine Analyse der elementaren Zusammenstellungen dieser Symbole versucht er, das Ritual zu entschlüsseln. Symbole haben eine Vielzahl von Bedeutungen; im Ritual stellen sie gesellschaftliche und individuelle Zusammenhänge wie Konflikte, Wertvorstellungen, Hoffnungen oder Widersprüche sinnlich erfassbar dar und schaffen dadurch Sicherheit. Während des Rituals entfernen sich die Teilnehmer von der gegebenen Sozialordnung; sie befinden sich in einem Schwellenzustand der Liminalität, in dem z. B. die Ungleichheit vorübergehend aufgehoben ist.
Clifford Geertz gilt als bedeutendster Vertreter der symbolischen Richtung der Kulturanthropologie. Seine Studien sind auf die Untersuchung der kulturellen Symbolsysteme einer Gesellschaft ausgerichtet, was auch religiöse Symbole und Rituale umfasst. Seine Methode der dichten Beschreibung soll die gesamte Komplexität symbolischer Bedeutungssysteme erfassen und nicht nur einzelne Daten präsentieren.